# Драка (село)
Драка е село в Югоизточна България. То се намира в община Средец, област Бургас.

## География
Село Драка се намира в Бургаска област, на 18 km от общинския център Средец, на 49 km от областния център Бургас и на 51 km източно от Ямбол. На 3 km от селото минава шосейния път Бургас - Ямбол. 
Разположено е по двата бряга на малка река, която се нарича Метеор.

## История
Селото е основано от няколко рода от Чирпанско, около Освобождението от османска власт и затова няма турско име. Наречено е Драка, защото местността е била обрасла в драки. Населението е етнически българи християни.

## Население

### Етнически състав
Преброяване на населението през 2011 г.
Численост и дял на етническите групи според преброяването на населението през 2011 г.:ж
|                     | Численост |
| Общо                | 77        |
| Българи             | 75        |
| Турци               | -         |
| Цигани              | -         |
| Други               | -         |
| Не се самоопределят | -         |
| Неотговорили        | -         |